# Эджертон, Гарольд Юджин
Га́рольд Ю́джин «Док» Э́джертон (англ. Harold Eugene "Doc" Edgerton; 6 апреля 1903[…], Фримонт, Небраска — 4 января 1990[…], Кембридж, Массачусетс) — американский инженер и изобретатель, специализировавшийся в области электротехники. Находился на должности профессора в Массачусетском технологическом институте. Наиболее известен как изобретатель техники скоростной фото- и видеосъёмки с использованием стробоскопа, которая получила применение в различных областях науки и техники, а также своим вкладом в усовершенствование технологии гидролокации и систем глубоководного исследования.

## Биография
Гарольд Эджертон родился 6 апреля 1903 года во Фримонте, штат Небраска. Его отец, Фрэнк Юджин Эджертон, был журналистом, писателем и ведущим членом коллегии адвокатов штата Небраска, а мать, Мэри Коу Эджертон, была музыкантом и активистом и состояла в различных общественных организациях Ороры, штат Небраска.

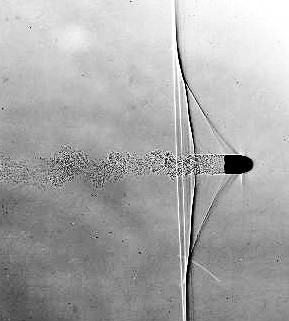
Снимок летящей пули, сделанный с помощью камеры Эджертона. На фото видны ударные волны, создаваемые пулей во время полёта, а также турбулентные потоки воздуха позади пули

Будучи подростком, Эджертон подрабатывал в электроэнергетической компании Nebraska Power & Light, где он и заинтересовался электротехникой и позже поступил в Университет Небраски-Линкольна по специальности «электротехника». В 1925 году он получил степень бакалавра, в 1926-м поступил в аспирантуру в Массачусетском технологическом институте, где в 1927 году получил степень Магистра естественных наук, а в 1931-м — степень доктора наук. Там же он начал работать со стробоскопом, изучая работу электрических синхронных двигателей. Он работал над устранением недостатков синхронного электродвигателя; в частности, его интересовало, как влияют скачки напряжения в сети на работу двигателя. Движущиеся части мотора вращались так быстро, что невозможно было невооружённым глазом заметить происходящие при этом процессы, однако Эджертон заметил, что исходящие мерцания света установки, посылающей всплески в сеть, при совпадении с частотой вращения мотора создают иллюзию неподвижности движущихся частей мотора, что даёт возможность изучить работу двигателя более подробно. Это свойство стробоскопа в дальнейшем было описано в докторской диссертации Эджертона.

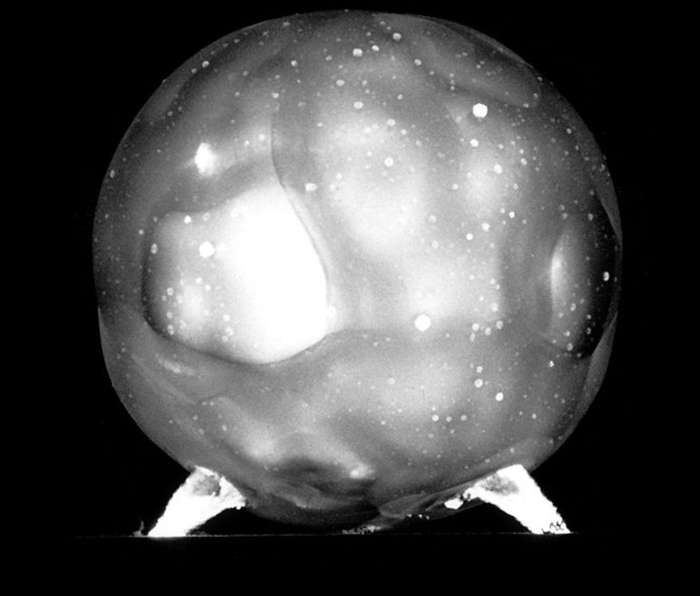
Фото, запечатлевшее момент взрыва ядерного заряда, спустя доли секунды с момента детонации. Фотокадр сделан с помощью камеры Rapatronic Camera в 1956 году

В 1930-х годах Эджертон разработал целый ряд технологий, включая стробоскоп, технологию фотографирования с применением множественных вспышек, и сенситометр для измерения светочувствительности. Фотографии изготавливались с использование многочисленных экспозиций в секунду в темной комнате. Также это стало инструментом для научных исследований, позволив увидеть мелкие детали быстро происходящего события. На рынок вышла первая коммерческая модель стробоскопа, работу над которой Эджертон вёл совместно со своим коллегой Кеннетом Гермесхаузеном, вместе с которым в 1931 году создал консультационно-технический центр, куда в 1934 году вошёл Герберт Гриер. В 1947 году была официально основана компания EG&G, которая стала сотрудничать с комиссией по атомной энергии США. По заказу комиссии была создана «рапатроническая камера», название которой является контаминацией слов rapid action electronic. Данная камера была использована для фотографирования и видеосъёмки ядерных испытаний США в 1950-х — 1960-х годах.
В 1953 году Эджертон начал своё многолетнее сотрудничество с французским исследователем морских глубин Жаком-Ивом Кусто. В 1968 году он разработал первую в мире камеру для замедленной подводной съёмки. Он также изобрёл несколько устройств гидролокации и сыграл важную роль в развитии гидролокации бокового обзора, используемую для исследования морских глубин и поиска затонувших объектов на морском дне. Оборудование Эджертона использовалось для исследования и обнаружения многих легендарных затонувших судов, таких, например, как «Британник» и первый американский броненосец «Монитор». Первые детальные фотографии «Титаника» также были сделаны с помощью оборудования Эджертона. Кусто и Эджертон вскоре стали близкими друзьями, и во время их совместной работы Эджертон приобрёл прозвище «Папа Флэш», под которым до сих пор известен в кругах фотографов.
В последующие годы фотографии Эджертона и его работы публиковались в различных научно-популярных журналах и телепередачах, а его разработки в области сонаров и скоростной съёмки объектов использовались во многих областях науки и техники.
Гарольд Эджертон умер от сердечного приступа 4 января 1990 года в возрасте 86 лет и был похоронен на кладбище Mount Auburn в Кембридже, штат Массачусетс. До самой смерти Эджертон оставался активным человеком, продолжал изобретать и ставить эксперименты на протяжении всей своей академической карьеры.

## Награды и достижения
Эджертон был назначен профессором электротехники в Массачусетском технологическом институте в 1934 году, а в 1956 году был избран членом Американской академии искусств и наук.
В число наград входят:
- бронзовая медаль Королевского фотографического общества (1934)[26]
- Медаль Говарда Поттса (1941)[27]
- Медаль прогресса (Фотографическое общество Америки) (1955)
- Медаль прогресса (Общество инженеров кино и телевидения) (1959)
- Медаль прогресса (Королевское фотографическое общество) (1964)
- Медаль Дэвида Ричардсона от Оптического общества Америки (1968)[28]
- Медаль Альберта Майкельсона (1969)[29]
- Медаль Холли (1973)
- Национальная научная медаль США (1973)[30]
- Золотая медаль SPIE (1981)
- Премия основателей NAE (1983)
- Национальная медаль США в области технологий и инноваций (1988).

Короткометражный фильм «Quicker’n A Wink», снятый с помощью технологии скоростной съёмки, был удостоен премии «Оскар» в 1940 году.

## Наследие
В 1982 году была учреждена премия имени Гарольда Эджертона, которая вручается ежегодно за выдающийся вклад в технологии оптики или фотоники, применяемые к съёмке быстропротекающих физических явлений. В 1990 году в Ороре был построен научный музей имени Гарольда Эджертона, который в 1995 году был официально открыт под названием The Edgerton Explorit Center. Этот центр используется в качестве плацдарма для практических научных выставок, где люди любых возрастов могут участвовать в наглядных опытах и экспериментах.
В Массачусетском технологическом институте в 1992 году был открыт учебно-практический центр Edgerton Center, предоставляющий студентам возможность осваивать полученные в университете знания на практике. Программы центра включают в себя курсы в области машиностроения, курсы скоростной фотосъёмки, международные курсы по программе D-Lab,а также являются опорой для существования различных студенческих клубов и объединений.
В 2015 году во время раскопок на стройплощадке будущего научно-исследовательского центра MIT.nano была выкопана капсула времени, в создании которой в 1957 году принимал участие Гарольд Эджертон.

## Работы

### Книги
- Flash! Seeing the Unseen by Ultra High-Speed Photography (1939, with James R. Killian Jr.). Boston : Hale, Cushman & Flint
- Electronic Flash, Strobe (1970). New York : McGraw-Hill
- Moments of Vision (1979, with Mr. Killian). Cambridge, Mass. : MIT Press. ISBN 0-262-05022-6
- Sonar Images (1986, with Mr. Killian). Englewood Cliffs, N.J. : Prentice-Hall. ISBN 0-13-822651-2
- Stopping Time, a collection of his photographs, (1987). New York : H.N. Abrams. ISBN 0-8109-1514-6

### Фотографии
Наиболее известные фотографии, сделанные Гарольдом Эджертоном:
- Football Kick (1938)
- Diver (1955)
- Milk Drop Coronet (1957)
- Cranberry Juice into Milk (1960)
- Moscow Circus (1963)
- Bullet Through Banana (1964)
- .30 Bullet Piercing an Apple (1964)
- Cutting the Card Quickly (1964)
- Pigeon Release (1965)
- Bullet Through Candle Flame (1973) (with Kim Vandiver)